# Harsberg (Hainich)
Der Harsberg ist ein Berg, einen Kilometer östlich der Ortslage von Lauterbach, im Norden des Wartburgkreises in Thüringen.
Der Harsberg befindet sich auf der Westseite des Hainich und bietet mit dem unbewaldeten Steilhang auf der Westseite ein seit den 1930er Jahren genutztes Gelände für den Segelflugsport und ähnliche Sportarten. Der heute als Jugendherberge genutzte Gebäudekomplex wurde in der NS-Zeit errichtet und wurde in der DDR-Zeit militärisch als Ausbildungsort für die Grenztruppen genutzt.
Der Berg ist seit dem Mittelalter teilweise gerodet, eine Altstraße führt über das Ihlefeld auf den Kamm des Hainich und weiter auf die Ostseite des Gebirges. Dort endet der Fahrweg bei Kammerforst und Weberstedt im Unstrut-Hainich-Kreis. Ein jetzt asphaltierter Abschnitt führt bis zur Jugendherberge Harsberg. 